# Amara colvillensis
Amara colvillensis là một loài bọ cánh cứng trong chi Amara thuộc họ Carabidae.